# 1909 год в истории железнодорожного транспорта
1909 год в истории железнодорожного транспорта

## События
- 24 сентября — открыто движение поездов по Цзинчжаской железной дороге (ныне Цзинбаоская), соединившей Пекин и Чжанцзякоу.
- 2 октября — на станцию Астрахань-1 прибыл первый поезд[1].
- 15 декабря — на всём протяжении Астраханской линии Рязано-Уральской железной дороги было открыто движение поездов.[2]
- Закончено строительство железнодорожного моста через реку Бузан на Астраханской линии Рязано-Уральской железной дороги.[3]
- На Московско-Казанской железной дороге создано паровозное депо Москва-Сортировочная.
- На территории Камеруна построена железнодорожная линия Бонабери — Нконгсамба длиной 159 километров.[4]
- В России инженер Н. Е. Долгов предложил прочную монолитную конструкцию железнодорожного пути.[4]
- В Анголе сдана в эксплуатацию Луандская железная дорога.[4]

## Новый подвижной состав
- В России на Коломенском заводе освоен выпуск паровозов серии И.
- В Бельгии освоен выпуск паровозов серии Фл.

## Персоны

### Родились
- Дмитрий Васильевич Львов — инженер-железнодорожник, учёный, первый директор Всесоюзного научно-исследовательского тепловозного института.
- Виталий Александрович Раков — инженер-железнодорожник, учёный, автор книг по истории локомотивостроения.

### Скончались
- Князь Михаил Иванович Хилков — государственный деятель, 16-й Министр путей сообщения Российской Империи.